# Pytheos

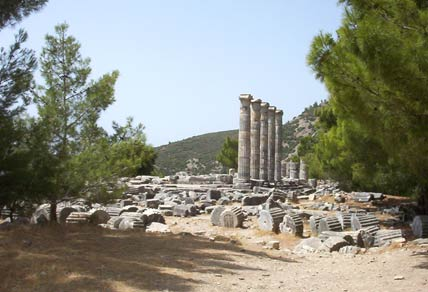
Athenatempel te Priëne.

Pytheos was een Griekse architect uit de vierde eeuw v.Chr. Bekende bouwwerken van Pytheos waren het Mausoleum van Halicarnassus en de Athena Polias-tempel van Priëne. De gehele hellenistisch-ionische bouwkunst is door hem beïnvloed en richt zich wat betreft indeling en verhoudingen naar zijn voorbeeld. Pytheos maakte ook theoretische geschriften die later door Marcus Vitruvius Pollio gebruikt werden.
- Gemeinsame Normdatei: 102404879
- International Standard Name Identifier: 0000 0000 0431 0867
- Union List of Artist Names: 500003251
- Virtual International Authority File: 74242466